# Voo Panair do Brasil 263
O Voo Panair do Brasil 263 foi um voo regular de passageiros da Panair do Brasil, do Aeroporto de Heathrow, Londres, Reino Unido, para o Aeroporto Internacional de Ezeiza, Buenos Aires, Argentina, com escalas em Paris, Lisboa, Dacar, Recife, Rio de Janeiro, São Paulo e Assunção. Em 16 de junho de 1955, um Lockheed L-149 Constellation do prefixo PP-PDJ, que realizava a rota, caiu durante a aproximação do Aeroporto Internacional Silvio Pettirossi, a 13 km da pista, em Fernando de la Mora, Assunção, Paraguai. Dos 24 ocupantes a bordo, 16 morreram, sendo o maior acidente aéreo do Paraguai na época.

## Aeronave e tripulação
A aeronave envolvida era um Lockheed L-149 Constellation, prefixo PP-PDJ. Foi fabricado em 1946, sendo entregue à Pan Am em 19 de fevereiro de 1946, com o prefixo original N88832. Em 18 de março de 1955, o avião foi transferido à Panair do Brasil. O capitão era Renato Cursino de Moura; o primeiro oficial Fernando de Barros Morgado, de 33 anos, participou na Segunda Guerra Mundial como piloto da Força Expedicionária Brasileira. O segundo oficial era Nelson do Vale Nunes e os engenheiros de voo eram Eliseu Scarpa e Wilson de Sousa Medeiros; os operadores de rádio Joacy Leal Pastor e Colombo Vieira de Sousa; os comissários Rodolfo Lordello, Roger Barthel e Sheila Monteath.

## Acidente
No momento do acidente, a aeronave estava se aproximando do aeroporto de Assunção às 1:00 da manhã, com baixa visibilidade, o trem de pouso estava baixado e os flaps estendidos. A torre de controle de Assunção liberou o voo para pousar na pista 02 e solicitou que a tripulação comunicasse a aproximação final. O último contato com a torre foi às 01:15. A partir daquele momento, um funcionário da torre de controle informou que a aeronave havia se deslocado em direção ao sudoeste. Ele tentou vê-la e notou que ela se dirigia para a cidade, fez uma curva para a esquerda e pareceu iniciar sua aproximação final em linha reta. Quando o tempo suficiente para um pouso havia passado, o funcionário chamou a atenção para a falta de comunicação entre a aeronave e a torre de controle.
O copiloto afirmou que estava realizando o pouso por instrumentos, já que a visibilidade era zero. O avião estava voando a 130 kn (240 km/h) e o altímetro estava em 820 ft (250 m) no momento da queda e descia entre nuvens até que a asa esquerda atingiu uma coqueiro de doze metros. Parte da asa se partiu e o avião continuou derrubando coqueiros. A cerca de 500 metros do ponto de impacto inicial, a aeronave colidiu violentamente com outra árvore, arrancando-a, de modo que a fuselagem caiu em uma posição voltada cerca de 30° para a esquerda do caminho de voo. Como resultado, a aeronave foi completamente destruída pelo incêndio que se seguiu imediatamente após o impacto.

## Investigação
A investigação concluiu que o acidente foi devido a um erro do piloto, causado por fadiga do mesmo ao fazer a aproximação por instrumentos e não seguir a altitude descrita na carta de aproximação final, resultando no início da aproximação final a uma distância muito grande do aeroporto e consequentemente descendo além da altitude planejada de aproximação. A prova disto foi encontrada nos destroços, dada pelo fato do trem de pouso estar baixado, e os flaps estendidos, o manete de empuxo fixado em potência mínima, indicando que a aeronave estava pronta para pousar.
Várias partes do avião, o trem de pouso, cauda e motores foram encontrados de 50 a 350 metros da aeronave, como resultado do impacto com o solo, indicando que a fuselagem se dividiu em seções antes da destruição final pelo posterior incêndio.

## Consequências
O presidente do Paraguai, Alfredo Stroessner, que visitou o local do acidente, declarou dois dias de luto oficial pelo acidente.